# Jeffrey Richman
Jeffrey Richman (...) è uno sceneggiatore e produttore televisivo statunitense.

## Biografia
È noto per essere tra gli autori e co-produttori esecutivi di Modern Family, esperienza grazie alla quale ha ottenuto in veste di co-produttore diversi premi Emmy, Producers Guild of America Award e Writers Guild of America Award; personalmente ha vinto un premio WGA e un premio Emmy alla miglior sceneggiatura di una serie commedia per aver scritto con Steven Levitan l'episodio Sorpreesaaa!!! (Caught in the Act). In precedenza è stato anche sceneggiatore di Wings e Frasier.
Richman è dichiaratamente omosessuale e impegnato in una relazione con l'attore John Benjamin Hickey dal 2003.

## Filmografia

### Sceneggiatore
- Brothers - serie TV, 2 episodi (1984)
- I Jefferson - serie TV, 4 episodi (1982-1984)
- Wings - serie TV, 11 episodi (1994-1997)
- Stark Raving Mad - serie TV, 2 episodi (1999-2000)
- Charlie Lawrence - serie TV, 2 episodi (2003)
- Frasier - serie TV, 10 episodi (1997-2004)
- Jake in Progress - serie TV, 1 episodio (2005)
- Una pupa in libreria (Stacked) - serie TV, 2 episodi (2005-2006)
- Back to You - serie TV, 3 episodi (2007-2008)
- Desperate Housewives - serie TV, 1 episodio (2009)
- Streisand: Live in Concert - speciale TV (2009)
- The 82nd Annual Academy Awards - speciale TV (2010)
- Le regole dell'amore (Rules of Engagement) - serie TV, 3 episodi (2009-2010)
- Barbra Streisand: Back to Brooklyn - film TV (2011)
- Modern Family - serie TV (2009 - 2020)
- Uncoupled (2022-in corso)

### Produttore
- Wings - serie TV (1995-1997)
- Stark Raving Mad - serie TV (1999-2000)
- Prima o poi divorzio! (Yes, Dear) - serie TV (2000-2001)
- Say Uncle - film TV (2001)
- Charlie Lawrence - serie TV (2003)
- Frasier - serie TV (1997-2004)
- Una pupa in libreria (Stacked) - serie TV (2005-2006)
- The Winner - serie TV (2007)
- Back to You - serie TV (2007-2008)
- Desperate Housewives - serie TV (2009)
- Le regole dell'amore (Rules of Engagement) - serie TV (2009-2010)
- Modern Family - serie TV (2009 - 2020)
- Uncoupled (2022-in corso)